# The Princess and the Goblin
|  | Aquest article tracta sobre la novel·la. Vegeu-ne altres significats a «La princesa i els follets». |

The Princess and the Goblin és una novel·la de fantasia de l'autor escocès George MacDonald. Va ser publicada el 1872 per l'editorial Strahan & Co.
Anne Thaxter Eaton escrigué a A Critical History of Children's Literature que The Princess and the Goblin i la seva seqüela "suggereixen, en cada esdeveniment, idees de coratge i honor." Jeffrey Holdaway, a la New Zealand Art Monthly, va dir que els dos llibres comencen com "una història de fades normal, però que, a poc a poc, comença a ser estrany", i que contenen traces de simbolisme com passa en les obres de Lewis Carroll.